# Kadirli
Kadirli – miasto w Turcji w prowincji Osmaniye.
Według danych na rok 2011 miasto zamieszkiwało 82 110 osób.